# Брезовиця (Градина)
Брезовиця (хорв. Brezovica) — населений пункт у Хорватії, у Вировитицько-Подравській жупанії у складі общини Градина.

## Населення
Населення за даними перепису 2011 року становило 595 осіб.
Динаміка чисельності населення поселення:

## Клімат
Середня річна температура становить 11,50 °C, середня максимальна — 26,46 °C, а середня мінімальна — -5,84 °C. Середня річна кількість опадів — 741 мм.
| Клімат поселення                              | Клімат поселення | Клімат поселення | Клімат поселення | Клімат поселення | Клімат поселення | Клімат поселення | Клімат поселення | Клімат поселення | Клімат поселення | Клімат поселення | Клімат поселення | Клімат поселення | Клімат поселення |
| Показник                                      | Січ.             | Лют.             | Бер.             | Квіт.            | Трав.            | Черв.            | Лип.             | Серп.            | Вер.             | Жовт.            | Лист.            | Груд.            |                  |
| Середній максимум, °C                         | 6,24             | 8,37             | 13,05            | 17,57            | 22,90            | 26,46            | 25,60            | 25,10            | 20,46            | 15,34            | 9,70             | 5,16             |                  |
| Середня температура, °C                       | 0,20             | 2,31             | 7,00             | 11,54            | 16,87            | 20,42            | 21,97            | 21,45            | 16,80            | 11,70            | 6,09             | 1,52             |                  |
| Середній мінімум, °C                          | −5,84            | −3,7             | 0,98             | 5,50             | 10,82            | 14,39            | 18,33            | 17,84            | 13,19            | 8,09             | 2,43             | −2,1             |                  |
| Норма опадів, мм                              | 43               | 38               | 45               | 59               | 73               | 88               | 70               | 74               | 62               | 63               | 72               | 54               |                  |
| Середньомісячна швидкість вітру, м/с          | 2.20             | 2.50             | 2.80             | 2.70             | 2.40             | 2.20             | 2.17             | 1.94             | 2.00             | 2.00             | 2.20             | 2.29             |                  |
| Середньомісячна сонячна радіація, кДж/м²·день | 4121             | 6899             | 10770            | 15227            | 19307            | 21458            | 22253            | 19760            | 14613            | 8965             | 4614             | 3392             |                  |
| --------------------------------------------- | ---------------- | ---------------- | ---------------- | ---------------- | ---------------- | ---------------- | ---------------- | ---------------- | ---------------- | ---------------- | ---------------- | ---------------- | ---------------- |
| Джерело:                                      |                  |                  |                  |                  |                  |                  |                  |                  |                  |                  |                  |                  |                  |